# Suppressordiode

Schaltzeichen für uni- und bidirektionale Suppressordioden

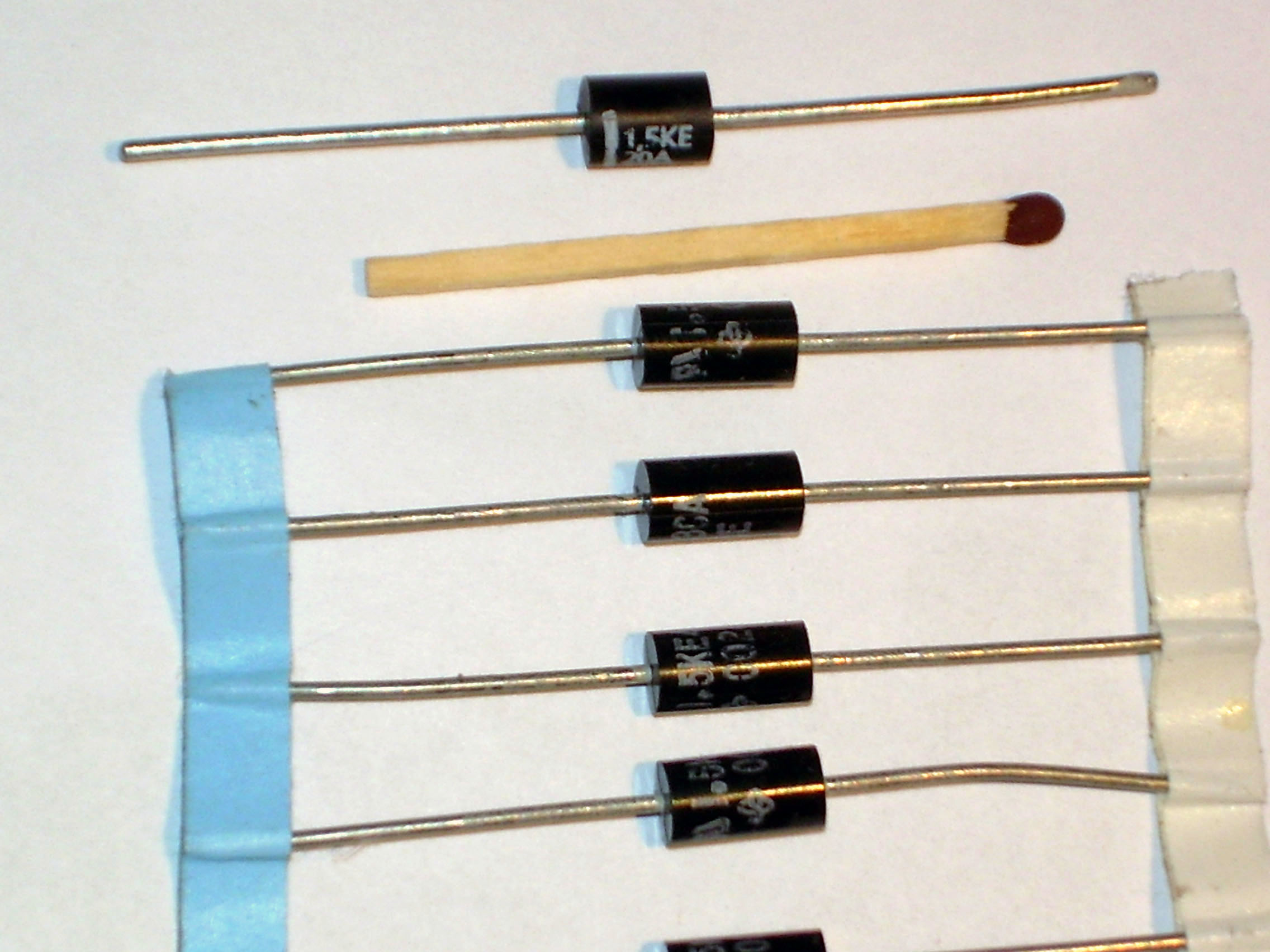
Einige Suppressordioden, Typ 1.5KE

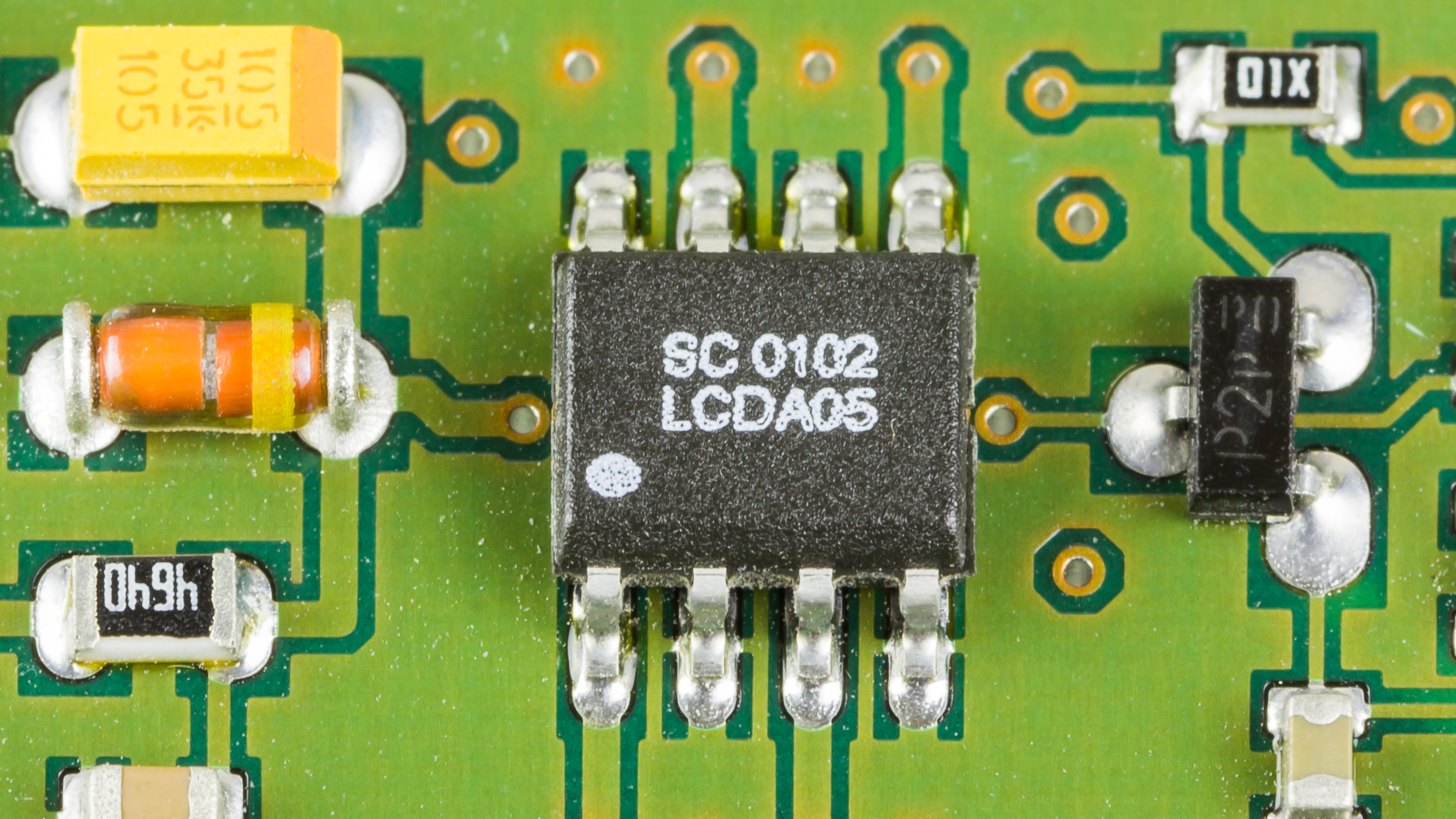
Suppressordiode in Array-Bauform (LCDA05)

Kombination aus Suppressordiode und Klemmdioden (Spannungsversorgung optional)

Suppressordioden, auch Transient Voltage Suppressor (TVS) genannt, sind Dioden zum Schutz elektronischer Schaltungen vor kurzzeitigen Spannungsimpulsen. In an die Schaltung angeschlossenen Leitungen können solche Spannungspulse durch Schaltvorgänge im Netz oder nahe Blitzschläge auftreten. Die dabei kurzzeitig erreichte Spannung kann ausreichen, um Halbleiterbauelemente in der Schaltung zu zerstören.
Suppressordioden werden leitend, wenn eine bauelementspezifische Spannungsschwelle überschritten wird. Der Strom des Impulses wird durch Parallelschaltung an dem zu schützenden Bauteil vorbei geführt. Dadurch kann sich keine zerstörerische Spannung oberhalb der Durchbruchspannung des Suppressors aufbauen. Dabei verhält sich diese Diode im normalen Betriebsfall neutral, abgesehen von einem geringen Leckstrom und einer zusätzlichen Kapazität, welche insbesondere bei hochfrequenten Anwendungen störend wirkt.

## Typen
Die Suppressordiode ist bi- und unidirektional verfügbar. Letztere ist eine seit den 1990er Jahren marktgängige Weiterentwicklung der damals schon Jahrzehnte existierenden Zenerdiode. Neue Verfahren machten es möglich, das Ableitvermögen in Durchbruchrichtung drastisch zu erhöhen.
Die bidirektionale Suppressordiode ist im Prinzip eine Antiseriellschaltung zweier unidirektionaler Exemplare. Während Letztere in Gegenrichtung wie eine normale Diode ab ca. 0,7 V leitet, schützt die bidirektionale in beiden Stromrichtungen bis zur Durchbruchspannung und qualifiziert sich somit auch für Wechselspannungsanwendungen.
Supressordioden gibt es als SMD, bedrahtete Bauteile, als Arrays oder auch als Bauteil mit Schraubgewinde.

## Bauteilwerte

Kennlinie einer Unidirektionalen Suppressordiode

Im Datenblatt werden meist die folgenden Kennzahlen für das jeweilige Modell angegeben:
- Maximale Sperrspannung (Maximum reverse standoff voltage): Die Spannung, bis zu der die Suppressordiode nicht nennenswert leitet.
- Durchbruchspannung (Breakdown voltage): Die Spannung, ab der die Suppressordiode in den leitfähigen Zustand übergeht.
- Klemmspannung (Clamping voltage): Die Spannung, ab der die Suppressordiode den maximalen Strom führt.
- Impulsverlustleistung (Peak Pulse Power Dissipation): Die maximale Energie, die ein kurzer elektrischer Puls in der Suppressordiode in Wärme umwandeln darf, ohne sie zu beschädigen.
- Dauerverlustleistung (Steady State Power Dissipation): Die maximale elektrische Leistung, die die Suppressordiode in Wärme umwandeln kann, ohne durch zu hohe Temperatur beschädigt zu werden.
- Leckstrom (Leakage current): Der Leckstrom, der bei gegebener Spannung in Sperrrichtung durch die Suppressordiode fließt.
- Parasitäre Kapazität (Parasitic capacitance): Die nicht leitende Diode verhält sich wie ein Kondensator, was Einfluss auf schnelle Schaltungen haben kann.

## Anwendungen
TVS-Dioden werden vor allem zum Schutz von empfindlichen Bauteilen und Signaleingängen vor einmaligen, zeitlich begrenzten Überspannungen (Transienten), wie ESD-Ereignissen, Störungen durch Schaltvorgänge oder Gewitter eingesetzt. 
Gelegentlich werden mit ihnen auch Induktionsüberspannungen, z. B. von Relaisspulen, gegen Masse abgeleitet.
Die Dioden verursachen, solange sie nicht thermisch zerstört werden, im Gegensatz zu gasgefüllten Überspannungsableitern keinen Spannungseinbruch der zu schützenden Spannung und sind daher nach dem Ansprechen auch ohne Stromunterbrechung weiter einsatzbereit.
Alternativ zu Suppressordioden werden insbesondere bei Spannungen ab etwa 100 V auch Varistoren eingesetzt. Diese haben jedoch eine etwas längere Ansprechzeit und einen höheren Schutzpegel. Darüber hinaus gibt es die schon erwähnten Gasableiter als Grobschutzelemente. 
Bei zeitlich unbegrenzten Überspannungen, wie sie beispielsweise bei defekten Netzteilen auftreten können, kommt es zur Überhitzung der TVS-Diode, meistens mit thermischem Versagen, wodurch der Überspannungsschutz dann entfällt.
Alternativ oder ergänzend wird eine sogenannte Klemmschaltung eingesetzt, die die Überspannung gegen die Betriebsspannung ableitet. Eine Kombination aus Klemmschaltung und TVS (Bild) hat den Vorteil, dass die Einfügekapazität gering ist. Solche Bauteile bewirken zum Beispiel erst ab etwa 2 GHz eine zunehmende Einfügedämpfung und haben Kapazitäten von unter 1 pF.

## Markennamen
TVS-Dioden werden von verschiedenen Halbleiterherstellern unter geschützten Markennamen vermarktet. Einige bekannte Markennamen für TVS-Dioden sind:
- Transil – Markenname von ST Microelectronics
- Transzorb – Markenname von Vishay, ehemals General Instrument